# V396 Гидры
V396 Гидры (лат. V396 Hydrae) — новоподобная, двойная катаклизмическая переменная звезда (NL) или катаклизмическая переменная звезда типа AM Гончих Псов** в созвездии Гидры на расстоянии приблизительно 315 световых лет (около 96,5 парсек) от Солнца. Видимая звёздная величина звезды — от +17,7m до +17,3m. Орбитальный период — около 0,04519 суток (1,0846 часа).
Открыта Марией Тересой Руис и др. в 2001 году, и Патриком А. Вудтом и Брайаном Уорнером в 2002 году**.

## Характеристики
Первый компонент — аккрецирующий белый карлик спектрального класса DD. Масса — около 0,32 солнечной, радиус — около 0,01112 солнечного. Эффективная температура — около 8820 K.
Второй компонент. Масса — около 0,017 солнечной.